# Camp de concentration satellite de Rathenow

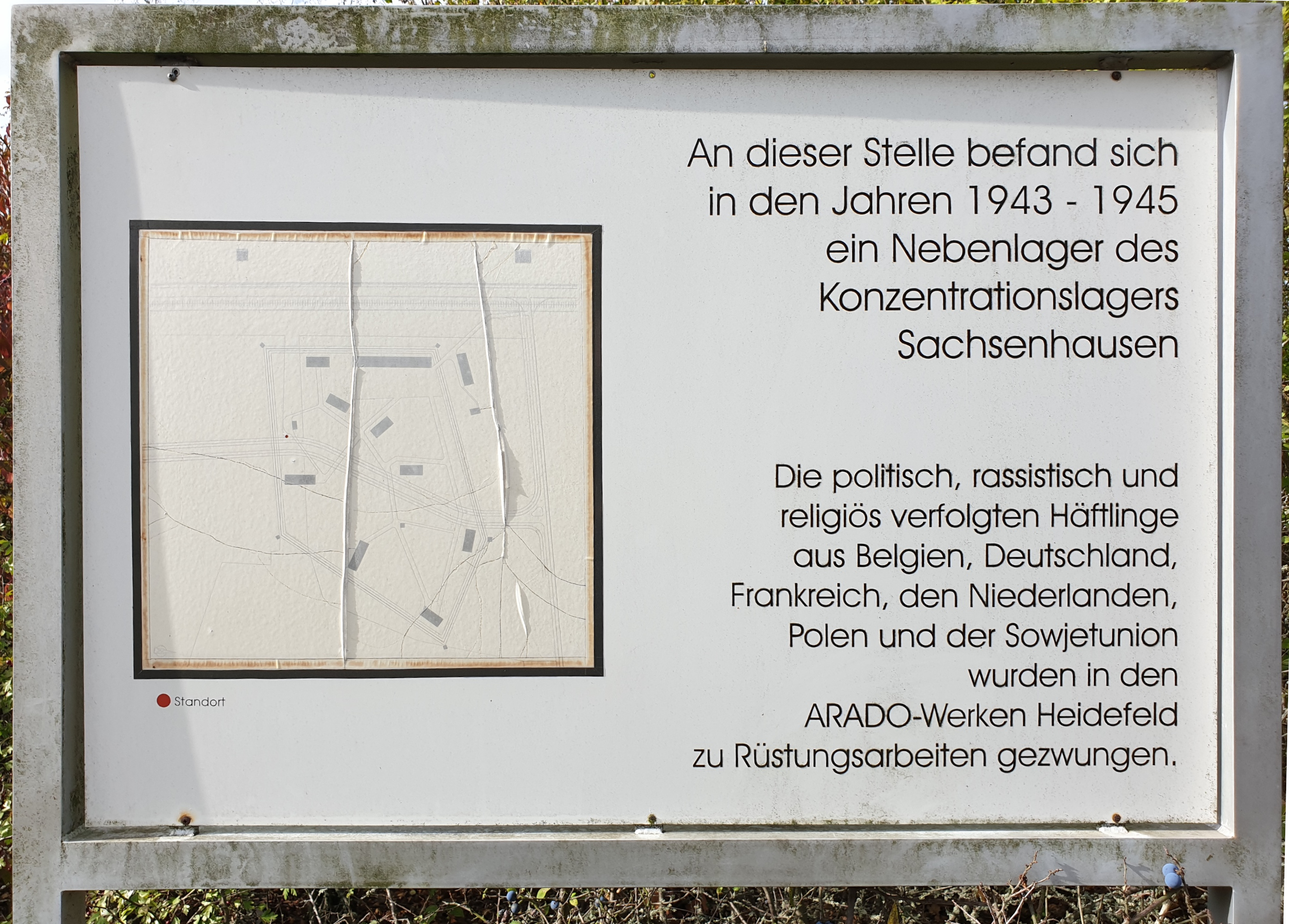
Plaque commémorative du camp de Rathenow

Le Camp de concentration satellite de Rathenow a été rattaché au camp de concentration de Sachsenhausen à partir de l'été 1944. Les détenus y étaient contraints de travailler pour l'entreprise Arado Flugzeugwerke GmbH.

## Histoire
Le camp satellite, situé à environ 3,5 kilomètres au sud du centre-ville dans la région du Grünauer Fenn, a été créé à l'été 1944 sur une surface d'environ quatre hectares sécurisé par une double rangée de clôtures en fil de fer barbelé chargées électriquement et par cinq tours de guet en bois. À l'intérieur de la clôture, il y avait des casernes, dans lesquelles se trouvaient environ 500 prisonniers en septembre 1944 et environ 800 prisonniers en février 1945. La plupart des prisonniers venaient des Pays-Bas, de Belgique, de France, de Pologne et d'Union soviétique et quelques-uns d'Allemagne.
Les gardes SS et les volontaires ukrainiens étaient logés dans le camp. Le SS-Unterscharführer Otto Schultz a dirigé le camp satellite de septembre 1944 à avril 1945.
Les hommes devaient travailler par équipes de douze heures, sept jours sur sept, pour l'usine d'avions Arado. La plupart des ailes de ces avions y ont été construites.
Fin avril 1945, les détenus du camp sont libérés par l'Armée rouge.
Aucun bâtiment n'a été préservé de l'ancien camp satellite. En 1982, le conseil du district de Rathenow a déclaré que l'emplacement de l'ancien camp était un mémorial. Dans les années 1990, la zone a été convertie en parc industriel et la zone a été reconstruite. Cependant, des fouilles archéologiques précédemment effectuées ont permis de connaître l'emplacement exact des bâtiments individuels. Les résultats et découvertes documentés ont été exposés à Rathenow. Une plaque commémorative a été inaugurée le 6 mai 2000.